# شنكر-احسان-لوي
شانكار-إحسان-لوي هو ثلاثي موسيقي هندي يتكون من شانكار ماهاديفان وإحسان نوراني ولوي ميندونسا .  لقد قاموا بتأليف الموسيقى لأكثر من 50 مقطعًا صوتيًا عبر خمس لغات: الهندية والتاميلية والتيلجو والماراثية والإنجليزية. من بين الموسيقيين الهنود الأكثر استحسانًا،  فاز الثلاثي بالعديد من الجوائز، بما في ذلك جائزة الفيلم الوطني (الهند)، فيلم الجوائز. غالبًا ما يشار إليهم باسم " عمار أكبر أنتوني " في صناعة موسيقى الأفلام الهندية. 

## أعضاء

### شانكار ماهاديفان
شانكار ماهاديفان، المنشد الرئيسي للثلاثي، ولد ونشأ في تشيمبور، إحدى ضواحي مومباي، في عائلة تاميلية من ولاية كيرالا. لقد تعلم الموسيقى الكلاسيكية الهندوستانية وموسيقى كارناتيك في طفولته وبدأ العزف على آلة الفينا في سن الخامسة. درس على يد شرينيفاس خالي، مؤلف الموسيقى الماراثى الشهير

### احسان نوراني
إحسان نوراني هو عازف الجيتار في فرقة شنكر-إحسان-لوي. درس الموسيقى مع بسمارك رودريغيز منذ صغره. قبل السفر إلى الخارج لدراسة المزيد من الموسيقى في GIT ( لوس أنجلوس )، كان إحسان جزءًا لا يتجزأ من فرقتين محليتين في مومباي، Pegasus وCrosswinds.

### لوي ميندونسا
يعزف لوي ميندونسا على البيانو والغيتار الجهير والهارمونيكا ويتعلم حاليًا العزف على البوق. كان لوي مدرس موسيقى عبقريًا في مدرسة في نيودلهي، عندما تمت دعوته لكتابة الموسيقى لبرنامج Quiz Time لسيدهارث باسو،. 

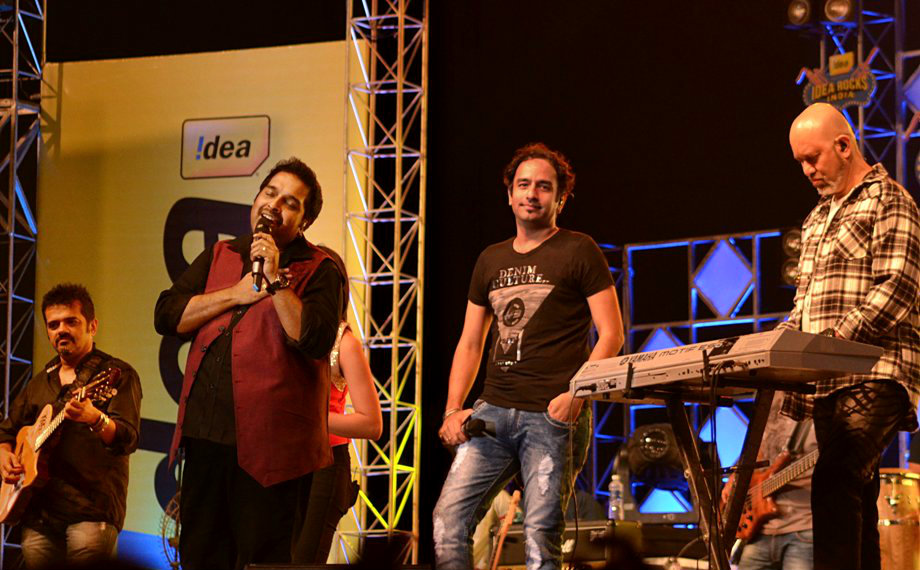
شانكار-إحسان-لوي في إيديا روكس الهند، بنغالور (6 أبريل 2012)

### مهنة لاحقة (2007 إلى الوقت الحاضر)

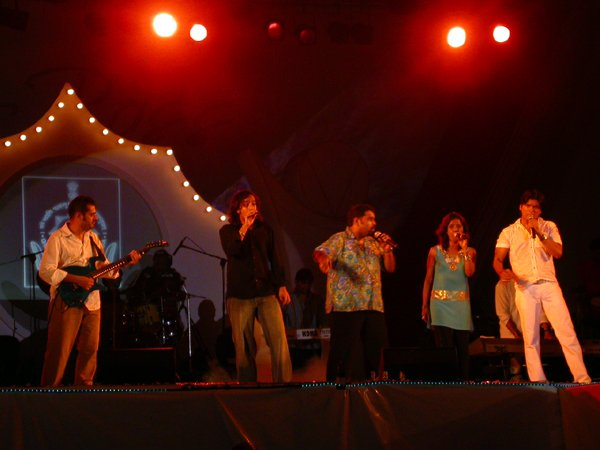
شانكار-إحسان-لوي يؤدي في IFFI 2006

شارك شنكر-إحسان-لوي في عدة مشاريع بجانب الأفلام . قام إحسان ولوي وفرهاد بتشكيل الفرقة إنستانت كارما ، وأصدروا نسخًا معاد تصميمها من آر دي بورمان وملحنين آخرين على ألبومين في عام 2002  قاموا أيضًا بتأليف الموسيقى للعديد من الأناشيد والألحان المميزة للشركات بما في ذلك Reliance و Aircel وحملات التوعية العامة. في عام 2010، كتبت الترويكا الموسيقى لأول مسرحية موسيقية في بوليوود، زنكورة . 

## إلهام
وصف الشاعر الغنائي جولزار الحائز على جائزة الأوسكار موسيقى الثلاثي بأنها "توليفة معقولة من الشعبية والطبقة".  يعتبرهم الثنائي الملحن فيشال شيخار مصدر إلهام.  يعتبر صانعو الأفلام القادمون بافيل سينغ وشانتوم سينغ أن الثلاثي هو مصدر إلهام لهم بينما قال الموسيقيون القادمون أركو موخيرجي وراجكومار سينغوبتا وديبوبراتيم باكشي من فرقة أصدقاء فيوجن من كولكاتا "لقد تأثرنا بشانكار-إحسان-لوي، لذلك نحن نمزج أغانينا الخاصة". عناصر تكوينها. إنها طريقتنا في تكريمهم ". أشاد الفيلم  Satrangee Re بشانكار-إحسان-لوي من خلال تشغيل أغنيتهم "Kal Ho Naa Ho". ابن شقيق شانكار ماهاديفان، سوميل شرينجاربور، عمل أيضًا في هذا.

## الجوائز
حصل شانكار-إحسان-لوي على العديد من الجوائز، بما في ذلك ثلاث جوائز فيلم فير ( بونتي أور بابلي ، كال هو نا هو ، ولايتين )، وثلاث جوائز IIFA ( كال هو نا هو ، بونتي أور بابلي ، ولايتين )، وثلاث جوائز للشاشة . ( ديل شاهتا هاي ، بونتي أور بابلي ، اسمي خان )، جائزة فيلم فير آر دي بورمان للمواهب الموسيقية الجديدة وجائزتي MTV Immies . في عام 2004، حصلوا على جائزة الفيلم الوطني لأفضل إخراج موسيقي عن فيلم Kal Ho Naa Ho .

## مشاريع أخرى

### عمل
.

### لأسباب خيرية
الأنشطة الأدبية. قاموا بتأليف الموسيقى لألبوم Haath Se Haath Mila كجزء من حملة التوعية بمرض الإيدز التي أطلقها صندوق خدمة بي بي سي العالمية. في عام 2007، قاموا بأداء حفل موسيقي في تشيناي نظمته مؤسسة شاكتي - للمعاقين جسديًا لجمع الأموال. نظمه فرحان أختار، وقاموا بقيادة حفل موسيقى الروك لجمع الأموال من أجل طب الأطفالشارك شنكر-إحسان-لوي في العديد من الأنشطة الخيرية. قاموا بتأليف الموسيقى لألبوم Haath Se Haath Mila كجزء من حملة التوعية بمرض الإيدز التي أطلقها صندوق خدمة بي بي سي العالمية .  في عام 2007، قاموا بأداء حفل موسيقي في تشيناي نظمته مؤسسة شاكتي - للمعاقين جسديًا لجمع الأموال.  نظمه فرحان أختار ، قادوا حفل موسيقى الروك لجمع الأموال لمعسكر طبي للأطفال في بيهار عام  أطلقوا أيضًا حملة البحث عن المواهب You Know You Can Rock Harder G3 Challenge بحثًا عن فرقة الروك الأكثر موهبة في البلاد في نفس العام.  لقد قاموا بأداء حفل موسيقي لجمع التبرعات لمنظمة Alert India غير الحكومية التي تحارب الجذام في عام 2009 